# Landestanzsportverband Bayern
Der Landestanzsportverband Bayern e. V. (LTVB) betreut den Tanzsport in Bayern. Er hat laut Satzung seinen Sitz in Nürnberg, die Geschäftsstelle ist jedoch in München.
Der Verband ist ein Landesfachverband des Deutschen Tanzsportverbandes (DTV) im Deutschen Olympischen Sportbund (DOSB).
Zudem ist er ein Fachverband im Bayerischen Landes-Sportverband (BLSV).
Der LTVB stellt Stand 2024 drei Latein-Paare im Bundeskader des DTV, inkl. der viermaligen Weltmeister der Amateure Marius-Andrei Balan und Khrystyna Moshenska.

## Zweck
Der LTVB ist ein gemeinnütziger Verein, dessen primärer Zweck laut Satzung die „körperliche und geistige Ertüchtigung der Allgemeinheit durch den Tanzsport [...]“ ist.
Aufgaben des Vereins umfassen unter anderem:
- Die Interessen und Aktivitäten der Mitgliedsvereine zu koordinieren
- Die Wahrung des ideellen Charakters des Tanzsports
- Die Interessen der Mitgliedsvereine gegenüber der Öffentlichkeit und Behörden vertreten
- Förderung der Jugendarbeit

## Geschichte
Der LTVB wurde 1963 gegründet. Das Gründungsprotokoll trägt die Unterschriften von Vertretern folgender Tanzsportvereine: TSC Schwarz-Gelb Coburg, TTC Erlangen, TTC Grün-Weiß Kelheim, Gelb-Schwarz-Casino München, TSC Gold-Orange Nürnberg-Fürth, TC Schwarz-Weiß Nürnberg, Rot-Gold Club Würzburg.
Der Verein wurde laut Satzung am 10. September 1968 in das Vereinsregister des Amtsgerichts Nürnberg eingetragen.

## Präsidenten
Frühere Präsidenten des LTVB waren:
| Name                             | Amtszeit  | Amtsdauer | Ort      |
| -------------------------------- | --------- | --------- | -------- |
| Helmut Roedel                    | 1963–1985 | 22 Jahre  | Nürnberg |
| Ehrenpräsident Guido S. Malfatti | 1985–1995 | 10 Jahre  | München  |
| Ehrenpräsident Horst Krämer      |           | 12 Jahre  | Ansbach  |
| Rudolf Meindl                    |           | 19 Jahre  | München  |
| Matthias Huber                   | ab 2020   |           | München  |

## Struktur
Der Verband hat in seiner Satzung folgende Organe bestimmt: den Verbandstag, den Verbandsrat, das Präsidium, das geschäftsführende Präsidium und die Jugendvollversammlung.
Der LTVB hat nach eigenen Angaben den Anspruch als Dachverband, nach dem Motto „Alles was tanzt gehört zu uns“, alle Tanzdisziplinen in Bayern unter seinem Dach zu vereinen.
Angeschlossene Fachverbände mit besonderer Aufgabenstellung sind:
- Bayerischer Rock’n’Roll und Boogie Woogie Verband e.V. (BRBV)
- Garde- und Schautanzverband Bayern e.V. (GSV)
- Landesverband für karnevalistischen Tanzsport in Bayern e.V. (LkT)
- Bayerischer Country Western Tanzsport Verband e.V. (BCWTV)

## Veranstaltungen

### Franken Dance Festival
Der LTVB ist Veranstalter des Franken Dance Festival (FDF), eines der beiden größten Tanzsportturniere Bayerns, das seit 2003 jährlich in Roth stattfindet. Das Turnier wird als überregionale Tanzsportveranstaltung von Tanzpaaren aus ganz Deutschland, sowie auch aus dem Ausland (z. B. Österreich, Schweiz, Tschechien, Slowakei und Slowenien), besucht.
Jedes Jahr treten hunderte Tanzpaare verschiedener Altersklassen (von Kindern bis Senioren/Masters) und Leistungsklassen auf dem Turnier gegeneinander an. So verzeichnete das Franken Dance Festival z. B. im Jahr 2010 mehr als 700 Tanzpaare (1400 Tänzer und Tänzerinnen), 60 Wertungsrichter und 800 Besucher (mit üblicherweise mehr als 100 Helfern der ausrichtenden Vereine). 2014 wurde es als größtes Turnier Bayerns und 2006 als eines der größten Turniere Deutschlands bezeichnet.

### Bavarian Dance Days
Bavarian Dance Days (BDD) ist ein großes, ebenfalls vom LTVB veranstaltetes, Tanzsportturnier. Es findet seit 1998 jährlich in Bayern (derzeit in Rosenheim) statt. Die BDD werden als überregionale Tanzsportveranstaltung ebenfalls von Tanzpaaren aus ganz Deutschland, sowie auch aus dem Ausland (z. B. Österreich, Schweiz, Tschechien und Slowakei), besucht.
Die BDD verzeichneten z. B. im Jahr 2015 mehr als 640 Tanzpaare (1280 Tänzer und Tänzerinnen) und werden als eines der zwei größten Tanzsport-Turniere Bayerns bezeichnet, teilweise sogar als das größte.

### Bayernpokal
Der LTVB ist auch Veranstalter der so genannten Bayernpokal Turnierserie, die mindestens seit dem Jahr 2000 stattfindet.
Auf allen Turnieren die zur Bayernpokal-Serie gehören können Tanzpaare Punkte sammeln. Beim Bayernpokal-Finale (letztes Bayernpokal-Turnier des Jahres) wird der Bayernpokal in der jeweiligen Klasse an das bestplatzierte Paar vergeben (oder, falls nicht anwesend, an das zweitplatzierte Paar). Zudem bekommen die drei bestplatzierten Paare vom LTVB einen gratis Workshop mit nationalen oder internationalen Spitzentrainern.

### KaTTaM
Die KaTTaM (Kids and Teens – Twens and More) Turnierserie ist eine Version der Bayernpokal-Turnierserie für den Breitensportbereich.
Für KaTTaM-Turniere gelten andere Regeln als für die Bayernpokal-Turniere der Turniertänzer. Unter anderem gelten eine abweichende Kleiderordnung, Altersklasseneinteilung, Liste der erlaubten Tänze sowie Partnerbindungsregeln. Die besten drei (anwesenden) Paare im Finale (letztes Turnier des Jahres) der jeweiligen Klasse erhalten als Preis Startbücher inklusive Startmarken für das laufende Kalenderjahr, oder ein Tanzspiegel-Abo (das Fachorgan des DTV) für beide Partner.

### Alpenseminar
Seit 1996 veranstaltet der LTVB jährlich das so genannte Alpenseminar in Murnau am Staffelsee, eine dreitägige Veranstaltung für Trainer, Wertungsrichter, Übungsleiter, Turnierleiter, Vereinsfunktionäre, Lehrer und Aktive (u. a. zum Lizenzerhalt). Das Seminar zieht nach eigenen Angaben u. a. auch internationales Publikum, sowie namhafte Referenten für Vorträge an.